# Марушин, Николай Алексеевич
Николай Алексеевич Марушин (1925—2001) — капитан внутренних войск МВД СССР, участник Великой Отечественной войны, Герой Советского Союза (1945).

## Биография
Николай Марушин родился 6 октября 1925 года в деревне Ивановка (ныне — Пильнинский район Нижегородской области). После окончания начальной школы работал в колхозе. В декабре 1942 года Марушин был призван на службу в Рабоче-крестьянскую Красную Армию. Окончил школу снайперов. С апреля 1944 года — на фронтах Великой Отечественной войны, командовал отделением 696-го стрелкового полка 383-й стрелковой дивизии 33-й армии 1-го Белорусского фронта. Отличился во время боёв в Германии.
5 февраля 1945 года отделение Марушина в числе первых переправилось через Одер в районе города Фюрстенберг (ныне — Айзенхюттенштадт) и приняло активное участие в боях за взятие этого города. В одном из тех боёв Марушин лично уничтожив вражеский орудийный расчёт.
Указом Президиума Верховного Совета СССР от 24 марта 1945 года за «образцовое выполнение боевых заданий командования на фронте борьбы с немецкими захватчиками и проявленные при этом мужество и героизм» сержант Николай Марушин был удостоен высокого звания Героя Советского Союза с вручением ордена Ленина и медали «Золотая Звезда» за номером 6986.
После окончания войны Марушин продолжил службу сначала в Советской Армии, а позднее во внутренних войсках. В 1952 году он окончил Калининградское училище МВД СССР, в 1963 году — Саратовское военное училище МВД СССР. В 1967 году в звании капитана он был уволен в запас. Проживал в Нижнем Новгороде. Умер 4 марта 2001 года, похоронен на нижегородском кладбище «Марьина Роща».
Был также награждён орденом Отечественной войны 1-й степени и рядом медалей.